# Herón de Alejandría (atleta)
Herón de Alejandría (en griego antiguo: Ἥρων Ἀλεξανδρεὺς, siglo II) fue un atleta olímpico de la Antigüedad nacido en Alejandría.
Resultó ganador de la carrera a pie del estadio (la longitud de un estadio eran aproximadamente 192 m) durante los 241.º Juegos Olímpicos, en el año 185.
Eusebio de Cesarea lo menciona en su libro Crónica como campeón olímpico.